# Otočić Mišjak Mali
Otočić Mišjak Mali är en ö i Kroatien.   Den ligger i länet Šibenik-Knins län, i den södra delen av landet, 240 km söder om huvudstaden Zagreb. Arean är 0,39 kvadratkilometer.
Terrängen på Otočić Mišjak Mali är platt. Öns högsta punkt är 37 meter över havet. Den sträcker sig 0,7 kilometer i nord-sydlig riktning, och 0,9 kilometer i öst-västlig riktning.